# 최우형
최우형(1980년 11월 12일 ~ )은 대한민국의 배우이자 모델이다.

## 학력
- 세종대학교 대학원 연기예술학 석사

## 출연작

### 영화
- 《특별시민》 (2017년) - 진압경찰반장 역
- 《우리집》 (2016년) - 현태 역
- 《산의 남자》 (2015년) - 아들 역
- 《여행의 묘미》 (2013년)
- 《스파이》 (2013년) - 국정원 경호원 1 역
- 《마이 라띠마》 (2013년) - 포항경찰 1 역
- 《신세계》 (2013년) - 이중구계 5 역
- 《미운오리새끼》 (2012년) - 고문기술자 2 역
- 《후궁: 제왕의 첩》 (2012년) - 성원대군수하 역
- 《악마의 유혹》 (2012년)
- 《특수본》 (2011년) - 3팀 최형사 역
- 《모비딕》 (2011년) - 콩코드운전자 2 역
- 《주문진》 (2011년) - 강석 역
- 《어깨동무》 (2004년) - 동창 친구 3 역

### 드라마
- 《못말리는 결혼》 (2007년, KBS2)

### 연극
- 《맨하탄 1번지》
- 《인연》
- 《불효자는 웁니다》
- 《서쪽나라의 멋쟁이》
- 《반민특위》
- 《맥베드》
- 《김치국씨 환장하겠네》
- 《매일 자수하는 남자》
- 《가시고기》

### 뮤지컬
- 《가스펠》

### 광고
- KTF SHOW
- 삼성 애니콜
- SK텔레콤